# بيير دومينيك غارنييه
بيير دومينيك غارنييه (بالفرنسية: Pierre Dominique Garnier)‏ هو عسكري فرنسي، ولد في 19 ديسمبر 1756 في مارسيليا في فرنسا، وتوفي في 11 مايو 1827 في نانت في فرنسا.